# كريستين كولينز
كريستين كولينز (بالإنجليزية: Christine Collins)‏ هي مجدفة أمريكية، ولدت في 9 سبتمبر 1969 في دارين في الولايات المتحدة.

## وصلات خارجية
- كريستين كولينز على موقع الاتحاد الدولي للتجديف (الإنجليزية)
- كريستين كولينز على موقع اللجنة الأولمبية الدولية (الإنجليزية)
- كريستين كولينز على موقع أوليمبيديا (الإنجليزية)